# ГАЗ-34039K
ГАЗ-34039K «Ирбис» — гусеничный транспортер — тягач. Является модернизированной модификацией транспортера ГАЗ-34039 и представляет собой снегоболотоходную плавающую машину высокой проходимости, с цельным кузовом из композитных материалов, объединяющих кабину водителя и грузо-пассажирский салон. Транспортер предназначен для перевозки людей и грузов в тяжелых климатических условиях и для других нужд в районах Севера, Сибири и Дальнего Востока.

## Технические характеристики
- Тип двигателя: Д-245.7 дизель рядный 4-цилиндровый
- Мощность двигателя, кВт (л. с.) 122,4
- Максимальное крутящий момент, брутто кгс·м 43,2
- Внутренние размеры салона, мм (длина, ширина, высота) 2700 / 1600—2200 / 1600+350
- Колея, мм 2180
- База, мм 3600